# Phitosia crocifolia
Phitosia crocifolia là một loài thực vật có hoa trong họ Cúc. Loài này được (Boiss. & Heldr.) Kamari & Greuter mô tả khoa học đầu tiên năm 2000.